# Чеви Чейс (селище)
Чеви Чейс (на английски: Chevy Chase) е селище в североизточната част на Съединените американски щати, част от окръг Монтгомъри в щата Мериленд.
Разположено е на 97 метра надморска височина в Северен Пидмънт, на 10 километра северозападно от центъра на град Вашингтон. Селището е създадено през 80-те години на XIX век от група предприемачи, които изграждат там жилищни квартали, свързани с трамвай с Вашингтон, като до средата на XX век заселването на афроамериканци и евреи е ограничено. Днес то продължава да бъде предимно жилищно предградие на Вашингтон.

## Известни личности
Родени в Чеви Чейс
- Гейл Кинг (р. 1954), журналистка